# Monomma sudanicum
Monomma sudanicum là một loài bọ cánh cứng trong họ Zopheridae. Loài này được Gredler miêu tả khoa học năm 1877.